# The Fitzgeralds
The Fitzgeralds var ett svenskt skaband från Umeå. Gruppens första skivmedverkan blev med låten "Slipper Hero" på samlingsskivan Salmons of Hort (Ampersand Records 1995). "Slipper Hero" skrevs av The Fitzgeralds.
Gruppen släppte sin enda skiva Ninja Boy 1996 på Ampersand Records. Bandet spelade även in en fullängdare, men splittrades innan denna hann ges ut.

## Diskografi

### EP
- 1996 - Ninja Boy

### Medverkan på samlingsskivor
- 1995 - Salmons of Hort (med låten "Slipper Hero", Ampersand Records)
- 1996 - Birdnest for 10 Marks (med låten "Slipper Hero", Birdnest)
- Okänt år - Ät detta morsgris (med låten "Slipper Hero", RABB)

### Fotnoter
1. ↑  ”Ampersand”. Svensk mediedatabas. http://smdb.kb.se/catalog/search?q=ampersand&x=0&y=0. Läst 4 april 2012.
2. ↑  ”The Fitzgeralds”. Discogs.com. http://www.discogs.com/artist/Fitzgeralds%2C+The#t=Releases_All&q=&p=1. Läst 4 april 2012.